# Isabellbär
Der Isabellbär (Ursus arctos isabellinus) oder Himalayabär ist eine Unterart des Braunbären. Sein Fell hat eine rötlich-braune Farbe oder Sandfarbe. Er lebt in den Vorbergen des Himalaya in Höhen von bis zu 4900 Metern und dem nördlichen Pakistan sowie Kaschmir. Genetische Untersuchungen bestätigen, dass sich diese zentralasiatischen Braunbären deutlich von anderen Artvertretern unterscheiden. Die Bären der Wüste Gobi, die bisweilen als Gobibären bezeichnet werden, stellen diesen Analysen zufolge eine Reliktpopulation des Isabellbären dar. Die Anzahl der frei lebenden Tiere ist aufgrund ihrer Seltenheit unbekannt. Beispielsweise leben etwa 440 Tiere in Kirgisistan und 72 Tiere im Deosai Nationalpark in Pakistan. Der internationale Handel mit diesen Tieren ist von indischen Naturschutzbehörden untersagt. Man vermutet, dass der Isabellbär der Auslöser für die Yeti-Mythologie ist, da er sich wie andere Braunbären auch bei der Nahrungssuche gelegentlich auf seine Hinterbeine stellt, wodurch er größer und „menschlicher“ erscheint.
Isabellbären zeigen einen ausgeprägten Sexualdimorphismus: Das Männchen wird 1,5 bis 2,2 Meter lang, während das Weibchen eine Größe zwischen 1,37 und 1,83 m erreicht. Zwischen Oktober und April/Mai befinden sich die Bären in Winterruhe, die sie in selbstgebauten Höhlen verbringen.
Der Isabellbär ist ein Allesfresser, der sich hauptsächlich von Gräsern, Wurzeln und anderen Pflanzen sowie Insekten und kleinen Säugetieren ernährt. Aber auch größere Säugetiere wie Schafe oder Ziegen gehören zu seinem Speiseplan. Ausgewachsene Tiere fressen meistens vor dem Sonnenaufgang und am späten Nachmittag.